# Саманьего (Колумбия)
Саманьего (исп. Samaniego) — город и муниципалитет на юго-западе Колумбии, на территории департамента Нариньо. Входит в состав провинции Лос-Абадес.

## История
Поселение, из которого позднее вырос город, было основано доном Симоном Альваресом 5 июня 1837 года. Муниципалитет Саманьего был выделен в отдельную административную единицу в 1848 году.

## Географическое положение

Муниципалитет Саманьего

Город расположен в центральной части департамента, в горной местности Центральной Кордильеры, на расстоянии приблизительно 33 километров к северо-западу от города Пасто, административного центра департамента. Абсолютная высота — 1459 метров над уровнем моря.
Муниципалитет Саманьего граничит на севере с территорией муниципалитета Ла-Льянада, на востоке — с муниципалитетами Линарес и Анкуя, на юго-востоке — с муниципалитетами Гуайтарилья и Провиденсия, на юге — с муниципалитетом Сантакрус, на юго-западе — с муниципалитетом Рикаурте, на западе — с муниципалитетом Барбакоас. Площадь муниципалитета составляет 765 км².

## Население
По данным Национального административного департамента статистики Колумбии, совокупная численность населения города и муниципалитета в 2015 году составляла 49 545 человек.
Динамика численности населения муниципалитета по годам:
| 2005   | 2006   | 2007   | 2008   | 2009   | 2010   | 2011   | 2012   | 2013   | 2014   | 2015   |
| ------ | ------ | ------ | ------ | ------ | ------ | ------ | ------ | ------ | ------ | ------ |
| 50 437 | 50 349 | 50 261 | 50 173 | 50 084 | 49 995 | 49 906 | 49 816 | 49 726 | 49 635 | 49 545 |

Согласно данным переписи 2005 года мужчины составляли 50,3 % от населения Саманьего, женщины — соответственно 49,7 %. В расовом отношении белые и метисы составляли 97,9 % от населения города; негры, мулаты и райсальцы — 1,9 %; индейцы — 0,2 %.
Уровень грамотности среди всего населения составлял 88,7 %.

## Экономика
Основу экономики Саманьего составляют сельское хозяйство и добыча полезных ископаемых.
59,6 % от общего числа городских и муниципальных предприятий составляют предприятия торговой сферы, 35,4 % — предприятия сферы обслуживания, 4,4 % — промышленные предприятия, 0,6 % — предприятия иных отраслей экономики.

## Транспорт
Через город проходит национальное шоссе № 17 (исп. Ruta Nacional 17).